# کاظم چلیپا
کاظم چلیپا (زاده ۱۳۳۶ در تهران)، نقاش و مدرس دانشگاه است. او فرزند حسن اسماعیل‌زاده، نقاش سبک قهوه‌خانه است.

## زندگی‌نامه
کاظم چلیپا در سال ۱۳۳۶ در تهران به دنیا آمد و نقاشی را نزد پدرش حسن اسماعیل‌زاده آموخته‌است. وی دارای مدرک کارشناسی ارشد نقاشی از دانشکده هنرهای زیبا دانشگاه تهران است. چلیپا آثارش را در تعداد نمایشگاه گروهی و بیینال‌های نقاشی در داخل و خارج از ایران به نمایش گذاشته و کسب مقام اول نمایشگاه بین‌المللی هنرهای ظریفه ژاپن در سال ۱۳۷۱ را در کارنامه هنری‌اش ثبت کرده‌است. کاظم چلیپا برنده جایزه دست خط زرین امام در سالگرد جنگ ایران و عراق و برنده قلم موی زرین جایزه ویژه و دیپلم افتخار شده‌است. تدریس در رشته هنر دانشگاه‌های ایران و داوری نمایشگاه‌های مختلف تجسمی نیز از دیگر فعالیت‌های این هنرمند محسوب می‌شوند. چلیپا همچنین عضو افتخاری انجمن نقاشان آذربایجان است. او در کنار ناصر پلنگی، حبیب‌الله صادقی، حسین خسروجردی و چند تن دیگر به «نقاشان انقلاب» مشهورند.